# Polystichtis delia
Polystichtis delia är en fjärilsart som beskrevs av Hans Ferdinand Emil Julius Stichel 1911. Polystichtis delia ingår i släktet Polystichtis och familjen Riodinidae. Inga underarter finns listade i Catalogue of Life.